# Salvador Mota
Salvador Mota, teljes nevén Salvador Mota Moreno (Guadalajara, 1922. november 30. – 1986. február 10., Mexikóváros) mexikói válogatott labdarúgókapus.

## Pályafutása
Játékoskarrierje három csapathoz kötődik. Első klubja, amellyel bemutatkozhatott az első osztályban, a Necaxa volt, ahol hét évet töltött. Ezt követte három év guadalajarai játék, majd újabb hét szezont töltött az Atlantéban.
A mexikói válogatottban egyetlen meccset játszott, és kerettag volt az 1954-es világbajnokságon.